# O Artista do Crime
O Artista do Crime é o terceiro episódio da primeira temporada da série portuguesa Duarte e Companhia. O episódio foi ao ar na RTP1 em 1985. 

## Sinopse
Duarte acaba por comprar um candeeiro para o seu escritório e Tó fica furioso com este por não pagar-lhe os ordenados e o candeeiro acaba por ser destruído. Entretanto, Lúcifer prepara uma vingança para Duarte, Tó e Joaninha. Para isso, ele reúne algumas entidades portuguesas ligadas à máfia para os liquidar. 

## Elenco
- Rui Mendes - Duarte
- António Assunção - Tó
- Paula Mora - Joaninha
- Guilherme Filipe - Lúcio (Lúcifer)